# Olasz Anna
Olasz Anna Gréta (Szeged, 1993. szeptember 19. –) világ- és Európa-bajnoki ezüstérmes magyar hosszútávúszó.

## Sportpályafutása
2009-ben az ifjúsági Európa-bajnokságon 800 m gyorson nyolcadik, 1500 m gyorson hatodik volt. A 2010. évi nyári ifjúsági olimpiai játékokon 4 × 100 méteres gyorson hetedik volt (Kapás, Ambrus, Bucz). 400 méter gyorson nyolcadik lett.
2011-ben a hosszútávúszók junior Európa-bajnokságán 5 km-en lett harmadik. Ugyanebben az évben a felnőtt Eb-n 10 kilométeren hatodik helyen ért célba. Csapatban (Gercsák Csaba, Kutasi Gergely) ötödik lett. 2012-ben kiharcolta az olimpiai szereplés lehetőségét, de az egy országból induló versenyzők számát korlátozó szabályok miatt nem indulhatott. Az Európa-bajnokságon 10 km-en nyolcadikként ért célba.
A 2013-as világbajnokságon 5 kilométeren 12., 10 km-en ötödik, csapatban kilencedik lett. Az Európa-kupa hamburgi döntőjében 10 km-en második, 5 km-en első lett. Ezzel az Európa-kupát is megnyerte.
2013 őszétől az amerikai Arizonai Állami Egyetem hallgatója.
A 2015-ös úszó-világbajnokságon 5 km-en 13., 10 km-en a 11. lett. Utóbbi helyezése akkor egyben azt is jelentette, hogy az olimpiára nem tudta kvalifikálni magát.  A 25 kilométeren ezüstérmet szerzett. A világkupában második helyen végzett. A 2016 júliusi nyílt vízi Európa-bajnokságon 10 km-en 13.-ként ért a célba. A 25 km-es versenyt feladta.
A Nemzetközi Olimpiai Bizottság végrehajtó bizottságának 2016. július 24-ei döntése értelmében olyan orosz sportoló nevezése nem fogadható el a 2016. évi nyári olimpiai játékoknak, akit korábban doppingolás miatt szankcionáltak, így a világbajnokságon előtte végző Anasztaszja Krapivina az olimpiai kvalifikáció szempontjából figyelmen kívül maradt, Olasz Anna pedig szabadkártyát kapott a játékokra. A 10 km-es nyílt vízi úszásban a 14. helyen végzett.
A 2017-es budapesti világbajnokságon 10 km-en 8. helyen végzett, 25 km-en az 5. helyen végzett. Az universiadén 10 km-en aranyérmes lett.
A 2018-as úszó-Európa-bajnokságon 10 kilométeren 11. helyen végzett. 25 kilométeren 6. lett.
2018. augusztus 25-én a macedóniai Ohridban ezüstérmet szerzett 25 kilométeren a FINA UltraMarathon Swim Series elnevezésű sorozatának harmadik állomásán.
A 2019-es kvangdzsui világbajnokságon 10 kilométeren 16., 5 kilométeren 17., 25 kilométeren pedig 6. lett és úszott a váltóban is, amellyel a 8. helyet szerezték meg a csapatversenyben. Július 22-én a St-Jean-ban rendezett Világkupa-fordulóban második helyen végzett a 10 kilométeres versenyszámban. A 2019-es világkupában összesítésben negyedik volt. A 2021 májusában Budapesten rendezett Európa-bajnokságon 10 kilométeren ezüstérmet szerzett, csapatban (Rohács Réka, Betlehem Dávid, Rasovszky Kristóf) pedig bronzérmes lett 5 kilométeren. Júniusban megnyerte a portugáliai olimpiai kvalifikációs versenyt, így indulási jogot szerzett a tokiói olimpiára. A Japán fővárosban rendezett ötkarikás játékokon 10 kilométeren a 4. helyen végzett.
A 2022-es nyílt vízi Európa-bajnokságon 10 kilométeren 6. helyen végzett. A 2023-as úszó-világbajnokságon a 6 kilométeres csapatversenyben (Fábián Bettina, Rasovszky Kristóf, Betlehem Dávid) ezüstérmet szerzett. 2024 februárjában hetedik világbajniokságán 5 kilométeren 33. helyen végzett. A június végi országos bajnokságot követően befejezte sportolói pályafutását.

## Eredményei
2015
- augusztus 1.: 2015-ös úszó-világbajnokság ( Kazany, Oroszország): 25 km  Ezüst (5 óra 14 perc 13,4 mp)[43]
- július 4.: 33. Balaton-átúszás ( Révfülöp–Balatonboglár): 5,2 km, 5. helyezés (1 óra 5 perc 28 mp)[44]

## Díjai, elismerései
- Az év magyar hosszútávúszója (2011,[45] 2018[46])
- Szeged Sportolója díj (2013)
- Az év Csongrád megyei sportolónője (Délmagyarország) (2013)[47]